# Pallottolino
Pallottolino (Bout de Zan) è un personaggio creato da Louis Feuillade. Il regista francese gli ha dedicato una lunga serie di cortometraggi dal 1912 al 1916, interpretati dal piccolo René Poyen.
Nel 1910 Louis Feuillade aveva creato il personaggio di un bambino pestifero (Bebé), affidandolo al piccolo René Dary. Nel 1912 Dary, a sette anni, era gia' divenuto troppo grande per la parte e il regista decise di affiancarlo con un altro personaggio di bambino pestifero, "Pallottolino" appunto, interpretato da René Poyen. Nato nel 1908, Poyen aveva quattro anni quando esordì sullo schermo nella prima storia che lo vedeva accanto al piccolo René Dary (Bebé), protagonista del film Bebé adotta un fratello uscito nell'estate del 1912. Completato nel novembre 1912 un secondo cortometraggio con i due piccoli attori (Bébé, Bout-de-Zan et le Voleur), dal dicembre 1912 Pallottolino divenne il protagonista unico, popolarissimo in Francia ma anche a livello internazionale, di una propria serie. Il contratto con Bebé fu reciso nel febbraio 1913 e Louis Feuillade poté così concentrarsi esclusivamente sulla nuova serie, fino a che nel 1916 lo stesso Poyen divenne anch'egli troppo grande per la parte e la serie fu interrotta.
Il tentativo di riesumare il personaggio di Pallottolino non andò oltre due piccoli camei, nel 1921 e nel 1932.